# Arthrocnodax incanus
Arthrocnodax incanus är en tvåvingeart som beskrevs av Ewald Rübsaamen 1890. Arthrocnodax incanus ingår i släktet Arthrocnodax och familjen gallmyggor.
Artens utbredningsområde är Tyskland. Inga underarter finns listade i Catalogue of Life.